# Grenville (Nou Mèxic)
Grenville és una població dels Estats Units a l'estat de Nou Mèxic. Segons el cens del 2000 tenia 25 habitants.

## Demografia
Segons el cens del 2000, Grenville tenia 25 habitants, 9 habitatges, i 6 famílies. La densitat de població era de 15,3 habitants per km².
Dels 9 habitatges en un 33,3% hi vivien nens de menys de 18 anys, en un 66,7% hi vivien parelles casades, en un 0% dones solteres, i en un 33,3% no eren unitats familiars. En el 33,3% dels habitatges hi vivien persones soles el 33,3% de les quals corresponia a persones de 65 anys o més que vivien soles. El nombre mitjà de persones vivint en cada habitatge era de 2,78 i el nombre mitjà de persones que vivien en cada família era de 3,67.
Per edats la població es repartia de la següent manera: un 32% tenia menys de 18 anys, un 4% entre 18 i 24, un 20% entre 25 i 44, un 16% de 45 a 60 i un 28% 65 anys o més.
L'edat mediana era de 40 anys. Per cada 100 dones de 18 o més anys hi havia 70 homes.
La renda mediana per habitatge era de 54.375 $ i la renda mediana per família de 58.125 $. Els homes tenien una renda mediana de 0 $ mentre que les dones 0 $. La renda per capita de la població era de 21.536 $. Cap de les famílies estaven per davall del llindar de pobresa.

## Poblacions més properes
El següent diagrama mostra les poblacions més properes.